# 覇権

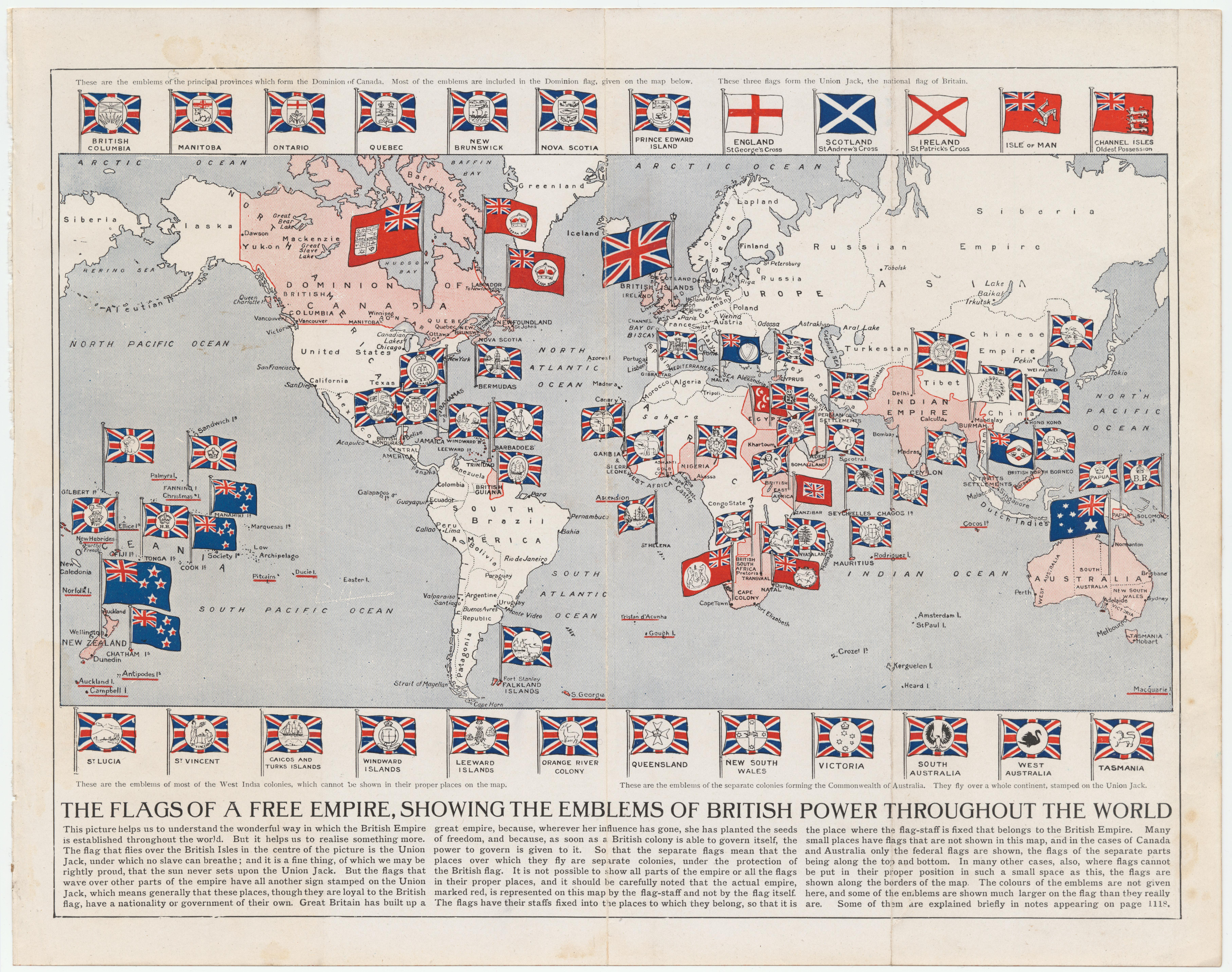
大英帝国の地図 (1910年時点) 。最盛期には歴史上最大の帝国であった。

覇権（はけん、英語: Hegemony、発音: [hɛˈdʒɛməni] ( 音声ファイル)）とは、政治的あるいは経済的あるいは軍事的に抜きん出た国家が他国を支配・統制すること。
古代ギリシア（紀元前8世紀から紀元6世紀）においては、ヘゲモニーとはあるポリス（都市国家）が他のポリスに対して政治的・軍事的に支配的な状態にあることを示す語だった。この優位にある国は「ヘゲモン（覇権国・覇者）hegemon」として知られている。
19世紀、ヘゲモニーとは「社会的あるいは文化的な優位性もしくは支配性；社会または環境において、一つの集団が大きく優位にあること」を示す語となった。後にこれは「あるグループや政府が、社会の中で並外れた影響力を有している」との意味にもなった。また、地政学的および文化的な意味で、ある国が他国を圧する優位性を指すようにもなった。後には帝国主義時代において、列強によるヨーロッパの覇権がアフリカ・アジア・ラテンアメリカを覆った状況も「ヘゲモニズム（覇権主義）hegemonism」の語で表されるようになった。

## 国際関係における覇権

### 覇権安定論
覇権安定論（Hegemonic stability theory）とは経済学者のチャールズ・キンドルバーガーによって発表され、ロバート・ギルピンによって確立された理論である。一国の覇権で世界が安定し、かつ経済的に発展するには以下の条件を要する。
1. 一国が圧倒的な政治力及び経済力、すなわち覇権（Hegemony）を有していること。
2. 覇権国が自由市場を理解し、それを実現するために国際体制を構築しようとすること。
3. 覇権国によって国際体制の中で利益を享受すること。

ある単一の国が圧倒的な覇権を掌握しておくことで国際社会は安定するというものではない。覇権国が諸国に利益を提供することができる国際体制を構築・維持する点が重要である。この体制が諸国にとって有益なものである限り、非覇権国は自ら国際体制を築くことなく円滑な経済活動を行うことができる。

### 覇権循環論
覇権循環論（hegemonic cycle theory）は、近現代の国際関係についてジョージ・モデルスキーによって唱えられた理論。
概ね16世紀以降、世界の政治・経済・軍事他覇権は欧米を中心にある特定の大国によりその時代担われ、その地位の循環を繰り返すとする。この世界大国は歴代16世紀のポルトガル、17世紀のオランダ、18世紀と19世紀の大英帝国、20世紀のアメリカ合衆国といった具合に2世紀連続してその地位を務めた大英帝国を例外とし、大体1世紀で交代するものとされその覇権に異議を唱え対抗するのはスペイン、フランス、ドイツ、ソ連といった大陸国で、決まって勝利することは無い。
新興大国が既存の世界大国に反旗を翻し世界の不安定性が増した際に決まって世界戦争が起こり、そこで新興大国は敗北し先代の世界大国の側に付き共に戦った国が新しい世界大国の地位を得るとする。世界大国となる条件には
- 外界に対して開かれた島国もしくは半島国であること。
- 内政に競合があり、しかも政局が安定（例としては大英帝国の保守党と労働党、アメリカの共和党と民主党の二大政党制）していること。
- 世界中にその意思を知らしめ影響力を行使する暴力装置（例としては強力な海軍や情報機関）を持っていること。

などを要するとされる。

## ポスト覇権
覇権が、もはや国家またはポスト国家社会秩序の組織原則、または世界秩序内の国家間の関係として機能しないと言われる期間または状況のこと。

### 米国の衰退
フランスの社会学者エマニュエル・トッドは、超大国としての米国の最終的な衰退と崩壊を予測している。「何年も問題解決者として認識された後、米国自体は今や世界の他の国々にとって問題となっている」。2010年代以降、米国内の非対称的な二極化、世界的に認識されている米国の外交政策の失敗、および世界中で中国の影響力の高まりの結果、一部の学者や地政学専門家は、米国はすでに世界中のソフト・パワーの衰退を経験している可能性があると主張している。